# Station Geestenseth
Station Geestenseth (Bahnhof Geestenseth) is een spoorwegstation in de Duitse plaats Geestenseth, in de deelstaat Nedersaksen. Het station ligt aan de spoorlijn Bremerhaven-Wulsdorf - Buchholz. Het station telt drie perronsporen, waarvan er twee dagelijks worden gebruikt.
Op het station stoppen alleen treinen van de EVB. Het station is niet in beheer bij DB Station&Service AG, maar in beheer bij de EVB. Hierdoor is het station niet gecategoriseerd.

## Treinverbindingen
De volgende treinserie doet station Geestenseth aan:
| Serie | Treinsoort         | Route                                                                                 | Bijzonderheden |
| ----- | ------------------ | ------------------------------------------------------------------------------------- | -------------- |
| RB 33 | Regionalbahn (EVB) | Buxtehude – Bremervörde – Geestenseth – Bremerhaven Hbf – Bremerhaven-Lehe – Cuxhaven |                |